# Tribunosoma
Tribunosoma is een geslacht van hooiwagens uit de familie Gonyleptidae.
De wetenschappelijke naam Tribunosoma is voor het eerst geldig gepubliceerd door Roewer in 1943. 

## Soorten
Tribunosoma is monotypisch en omvat slechts de volgende soort:
- Tribunosoma discrepans